# Agrotis umbratilis
Agrotis umbratilis är en fjärilsart som beskrevs av Wagner 1919. Agrotis umbratilis ingår i släktet Agrotis och familjen nattflyn. Inga underarter finns listade i Catalogue of Life.